# Linha de universo

Alteração de perspectiva do espaço-tempo ao longo da linha de universo de um observador em rápida aceleração.

Linha de universo é o caminho de um objeto no espaço-tempo 4-dimensional, rastreando a história de sua localização no espaço em cada instante no tempo. É um conceito importante na física moderna e particularmente na física teórica.
O conceito de "linha de universo" distingue-se de conceitos como uma "órbita" ou uma "trajetória" (por exemplo, a órbita de um planeta no espaço ou a trajetória de um carro em uma estrada) pela dimensão temporal e tipicamente engloba uma grande área do espaço-tempo em que caminhos perceptualmente retos são recalculados para mostrar seus estados de posição (relativamente) mais absolutos - para revelar a natureza da relatividade especial ou interações gravitacionais.
A ideia de linhas do Universo tem origem na física e foi apresentada por Hermann Minkowski. O termo é agora mais frequentemente usado em teorias de relatividade (isto é, relatividade especial e na relatividade geral).